# Iacob Felecan
Iacob Felecan (n. 1 martie 1914 – d. 1964) este un fotbalist român, care a jucat în echipa națională de fotbal a României la Campionatul Mondial de Fotbal din 1938.